# هری بریگام
هری بریگام (انگلیسی: Harry Brigham؛ 19 November 1914 – 1978) بازیکن فوتبال اهل بریتانیا بود.
از باشگاه‌هایی که در آن بازی کرده‌است می‌توان به باشگاه فوتبال استوک سیتی، باشگاه فوتبال ناتینگهام فارست، باشگاه فوتبال یورک سیتی، باشگاه فوتبال بولتون واندررز، و باشگاه فوتبال گینزبورو ترینیتی اشاره کرد.